# 시모네 페로타
시모네 페로타(이탈리아어: Simone Pasquale Perrotta, Ufficiale OMRI, 1977년 9월 17일, 잉글랜드 애시턴언더라인 ~ )는 이탈리아의 전 축구선수로 포지션은 중앙 미드필더였다.

## 선수 경력

### 클럽 경력
1995-96 시즌에 레지나에서 데뷔하였고, 1998-99시즌에 유벤투스로 이적하였지만, 디디에 데샹과 지네딘 지단같은 선수들에게 밀려서 5경기 출장에 그치고 다음시즌 바리로 이적하였다. 2001-2002시즌에 키에보로 이적하여 개막전인 ACF 피오렌티나와의 경기에서 골을 터트리면서 키에보의 세리에 A 무대 첫골을 기록하게 하였다. 2004년 여름, 720만 유로의 이적료로 AS 로마로 이적하였다. 첫 시즌엔 부진하였지만, 이후 두 시즌 활약을 펼쳤다.

### 국가대표팀 경력
마르첼로 리피의 2006 월드컵 이탈리아 축구 국가대표팀에 선발되었다. 그리고 7경기 모두를 출전하여 좋은 활약을 펼쳤다.

## 수상
AS 로마
- 세리에 A 준우승 : 2005-06, 2006-07, 2007-08, 2009-10
- 코파 이탈리아 : 2006-07, 2007-08
- 코파 이탈리아 준우승 : 2004-05, 2005-06, 2009-10, 2012-13
- 수페르코파 이탈리아나 : 2007
- 수페르코파 이탈리아나 준우승 : 2006, 2008, 2010

 이탈리아
- 2000년 UEFA U-21 축구 선수권 대회 우승
- 2006년 FIFA 월드컵 우승

## 훈장
- 2006년 이탈리아 공화국 공로 훈장 4등급 (Ufficiale OMRI)